# Miami 2 Ibiza
Miami 2 Ibiza je singl od hudebního uskupení Swedish House Mafia a rappera Tinie Tempah. Ve Spojeném království byl vydán 4. října 2010, ve stejný den, jako bylo vydáno první Tempahovo album Disc-Overy, ze kterého tento singl také pochází. Jedná se také o druhý singl z alba Until One skupiny Swedish House Mafia, které bude vydáno 25. října 2010.

## Hitparáda
| Země       | Umístění |
| ---------- | -------- |
| Austrálie  | 31       |
| Rakousko   | 36       |
| Nizozemsko | 1        |
| Irsko      | 5        |
| Anglie     | 4        |
| Švédsko    | 10       |
| Skotsko    | 4        |
| Evropa     | 8        |
| Německo    | 46       |
| Česko      | 20       |